# Абдуллах ибн Сад
‘Абдуллах ибн Са‘д ибн Абу ас-Сарх (араб. عبد الله بن سعد بن أبي السرح‎; ум. ок. 657) — сподвижник пророка Мухаммеда, государственный и военный деятель Арабского халифата.

## Биография
Его полное имя: Абу Яхья ‘Абдуллах ибн Са‘д ибн Абу ас-Сарх аль-Кураши аль-‘Амири. О дате рождения Абдуллаха ибн Сада ничего неизвестно. Принадлежал к клану Амир ибн Луайй племени курайшитов. Был молочным братом Усмана ибн Аффана. Также он был братом Вахба ибн Саада
Принял ислам до Худайбийского мира и переселился в Медину. Там он записывал откровения для пророка Мухаммада. Через некоторое время отрёкся от ислама и сбежал в Мекку. После завоевания Мекки в 630 году он повторно принял ислам. Его хотели убить, но Усман ибн Аффан заступился за него и он был помилован. Позднее Абдуллах выразил свою благодарность Усману за его спасение, агитируя за избрание последнего халифом.
В 630-х годах участвовал в завоевании Сирии. В 642 году возглавлял поход против христианского государства Нубии, однако Абдуллах потерпел неудачу. Успешное сопротивление нубийцев привело к перемирию, известному как «бакт» (лат. Pactum — «соглашение») с мусульманами, согласно которому нубийцы ежегодно поставляли 360 рабов, а арабы обеспечивали их зерновыми, текстилем и т. д. В некоторых источниках договор датируется 652 апреля. Договор соблюдался до времен Фатимидов.
Участвовал в завоевании Египта вместе с Амром ибн аль-Асом. При халифе Умаре ибн аль-Хаттабе, по-видимому, управлял Верхним Египтом. Халиф Усман хотел поручить Абдуллаху финансовые дела Египта, а Амру — административные. После возражения Амра он уволил его и назначил Абдуллаха валием (наместником) Египта (до 646 года). В 646 не смог подавить восстание Мануэля в Александрии, из-за чего в Египет был отозван Амр ибн аль-Ас. Он основал в новой провинции администрацию и упорядочил налоговую систему, основал диван «и приказал, чтобы все налоги страны регулировались там». Благодаря ему Египет стал одной из самых богатых провинций Халифата.
В 647 году во главе двадцатитысячного войска двинулся против византийских владений в Триполитании, где сначала захватил Триполи. В том же году в битве при Суфетули победил экзарха Григория, который погиб. Абдуллах ограбил Бизацену, а потом взял выкуп в 300 кинтаров, отступив к Триполи. Вскоре договорился с новым экзархом Ифрикии о ежегодной дани в 2 тонны золота.
Вернувшись в Египет, Абдуллах ибн Сад создал мощный флот, на которым вместе с вали Сирии Муавией, в 648—649 годах совершил поход на Кипр, заставив жителей платить ежегодную дань в размере 7200 динаров. В 651 году совершил поход против государства Нобатия, которую разорил. В 652 году захватил Донголе, столицу царства Мукурра. Но в конце концов вынужден был отступить, заключив мирный договор, по которому граница была определена у города Асуан.
В 655 году во главе мощного флота напал на побережье Малой Азии. В сражении у Феникса в Ликии нанёс тяжёлое поражение византийскому флоту во главе с императором Константом II. Эта битва получила название «Битва мачт» («зат ас-савари»), потому что мачты кораблей византийского флота издалека напоминали лес.
В 656 году двинулся на помощь халифу Усману, против которого был совершён мятеж, но ещё до прибытия Абдуллаха в Медину тот был убит. После этого решил вернуться в Египет, но там власть захватил Мухаммад ибн Абу Хузайфа. Поэтому Абдуллах отправился в Сирию под защиту наместника Муавии.
Умер в Ашкелоне (Аскаляне) или Рамле около 657 года. Информация о том, что он участвовал в битве при Сиффине в 657 году является ложной. От него передаётся только один хадис от пророка Мухаммеда.